# Saint-Lambert-de-Lauzon
Saint-Lambert-de-Lauzon es un municipio canadiense situado en la provincia de Quebec.

## Superficie
Saint-Lambert-de-Lauzon tiene una superficie de 106,76 km².

## Demografía
En 2021, tenía 6817 habitantes, una densidad poblacional de 63,9 hab./km², y 2752 viviendas.